# 도기도
도기도(都畿道)는 당나라 대에 신설된 행정구역이다. 개원 21년(733년), 당 현종은 기존에 있었던 하남도에서 낙양 일대를 분할하여 도기도를 설치하였다. 도기도에 속한 지역으로는 다음과 같다.
- 동도하남부(東都河南府) - 현 허난성 뤄양시
- 여주(汝州) - 현 허난성 여주시
- 섬주(陝州) - 현 허난성 삼문협시 섬주구
- 회주(懷州) - 현 허난성 심양시
- 정주(鄭州) - 현 허난성 형양시